# میخائیل مشاقه
میخائیل مُشاقه (۲۰ مارس ۱۸۰۰ – ۱۹ ژوئیه ۱۸۸۸) که با نام دکتر مشاقه هم شناخته می‌شود، تاریخ‌نگار یونانی‌تبار عرب‌زبان بود که به «اولین مورخ مدرن سوریه عثمانی» و «بنیان‌گذار گام بیست‌وچهار ربع پرده‌ای» در موسیقی عربی مشهور است.
مشاقه در خانواده‌ای کاتولیک و در زمان امارت فخرالدین دوم بر منطقهٔ جبل لبنان به دنیا آمد. او در دیر القمر بزرگ شد و در نوجوانی به واسطهٔ دایی‌اش با کتاب‌هایی دربارهٔ نجوم و موسیقی آشنا شد. سپس به دمیاط رفت و در آنجا دیدگاهش در مورد مذهب به چالش کشیده شد، چنان‌که بعدها به پروتستانتیسم گرایید. مشاقه همچنین با مطالعه کتب پزشکی با این علم آشنا شد و نهایتاً در قاهره مدرک پزشکی گرفت. به جز پزشکی، او به سیاست هم اشتغال داشت و مدتی در کنسولگری انگلستان و سپس در کنسولگری ایالات متحده آمریکا در دمشق صاحب منصب بود.
مشاقه بعداً در دربار بشیر دوم شهابی صاحب منصب شد. دوران میان‌سالی او مصادف بود با درگیری‌های متعددی که در این منطقه میان مسلمانان دروزی و مسیحیان مارونی رخ داد. کتاب‌های مشاقه که در آن خاطراتش از جنگ دروزی‌ها و مارونی‌ها در ۱۸۶۰ را شرح داده‌است، برای مورخان بسیار باارزش است چراکه تنها شرح این ماجراست که توسط یکی از بازماندگان آن نوشته شده‌است.
فعالیت‌ها و آثار مشاقه هم در زمینهٔ تاریخ‌نگاری و هم در زمینهٔ موسیقی، تأثیرات ماندگاری بر فرهنگ و اجتماع لبنان گذاشته‌است. او در جوامع علمی مختلفی نظیر «جامعه سوری برای مطالعه علوم و هنر» عضو بود و از او در کنار افرادی همچون بطرس البستانی و ناصیف الیازجی به عنوان اعضای شاخص این جوامع علمی نام برده می‌شود. این افراد نقش مهمی در ثبت و تکوین آن دسته از دیدگاه‌های اجتماعی داشتند که نهایتاً به استقلال لبنان منجر شدند.

## زمینه تاریخی و اجتماعی

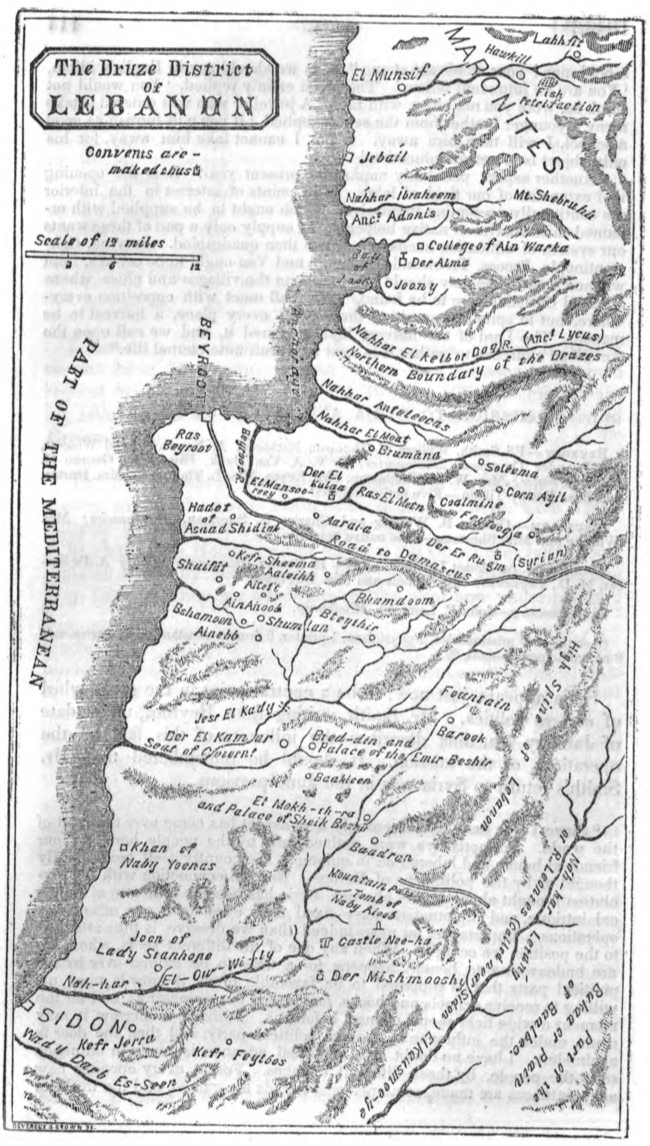
نقشهٔ منطقهٔ جبل لبنان که در دوران زندگی مشاقه، عمدتاً محل زندگی دروزی‌ها و مارونی‌ها بود.

در سدهٔ هفدهم میلادی حاکمیت منطقهٔ جبل لبنان (که آن زمان جزئی از سوریه و قلمرو عثمانی بود) در دست فخرالدین دوم، از امرای معنیون بود. او که خود دروزی بود، گسترهٔ حکومت خود را به سمت شمال که محل سکونت مارونی‌ها بود، گسترش داده و ائتلافی بین دروزی‌ها و مارونی‌ها ایجاد کرد که در طول حکومت عثمانی ثبات داشت. فخرالدین دوم با حمایت خاندان مدیچی فلورانس تصمیم به حمله به سوریه و فتح بقیهٔ آن گرفت و نهایتاً در این جنگ شکست خورد و پس از دو سال توسط ترکان عثمانی در قسطنطنیه به دار آویخته شد. حکومت منطقهٔ جبل لبنان نیز چند بار بین معنیون دست به دست شد و در نهایت در سال ۱۶۹۷، زمانی که گزینه‌ای از خاندان معنیون برای به دست گرفتن حکومت باقی نمانده بود، تصمیم بر آن شد پس از اتحاد با خاندان شهابیون، بشیر شهاب (موسوم به بشیر اول) بر مسند حکومت بنشیند و به این شکل حکومت شهابیون بر جبل لبنان آغاز شد. اگر چه حاکمان جدید سنی بودند اما در عمل امارت توسط دروزی‌ها (که از شیعیان اسماعیلی منشعب شده بودند) اداره می‌شد. در مقابل، مسیحیان و به خصوص مارونی‌ها، اگر چه پرشمار بودند و حتی در مناطق شمالیِ جبل لبنان اکثریت را تشکیل می‌دادند، اما سهم کمی در قدرت داشتند. از اواسط سدهٔ هفدهم میلادی حکومت مناطق شمالی به دست خاندان حماده افتاد که از شیعیان بوده و در برخورد با مارونی‌ها خشن و بی‌رحم بودند. تنها در شهرستان کسروان بود که مارونی‌ها همچنان قدرت را در دست داشتند.
حکومت شهابیون در این منطقه در نسل‌های بعد هم ادامه داشت و از حاکمان آن با القاب اشرافی نظیر «والی» یا «امیرِ کبیر» یاد می‌شد. تا اواخر سدهٔ هجدهم میلادی، سهم دروزی‌ها، هم از نظر قدرت و هم از نظر جمعیتی کاسته شد و در مقابل این مارونی‌ها بودند که به تدریج قدرتمند شدند. نهایتاً در سال ۱۷۷۰، زمانی که امیر منصور (که دروزی بود) قدرت را از دست داد، امیر یوسف (که مارونی بود) امارت را به دست گرفت و دوران حکومت شهابیون مسیحی آغاز شد. در این دوران ابریشم مهم‌ترین کالای صادراتی منطقهٔ لبنان بود و مارونی‌ها که در تجارت آن سهم عمده‌ای داشتند، از نظر مالی نیز پیشرفت فزاینده‌ای کردند. در این دوره خانواده‌های کاتولیک یونانی نیز از سوریه به لبنان مهاجرت کردند و طبیعتاً از لحاظ سیاسی به مارونی‌ها نزدیک شدند و این امر نیز بر قدرت مارونی‌ها افزود. این تحولات تا سدهٔ نوزدهم میلادی نیز ادامه داشت. اگرچه در مناطق شمالی و میانی جبل لبنان مارونی‌ها هم قدرت و هم اکثریت را در اختیار داشتند، اما دروزی‌ها نیز در مناطق جنوبی جبل لبنان پراکنده بودند؛ اتفاقاً در این مناطق مارونی‌ها اغلب از طبقهٔ فرودست بودند و شیوخ دروزی تحت لوای قائم‌مقامی دروزی، قدرت محلی را در دست داشتند. در دههٔ ۱۸۴۰ در روستاهایی که مَسکن هردو گروه بود، درگیری‌هایی رخ داد که مدتی بعد با وساطت کنسول فرانسه متوقف شد اما چند سال بعد این اختلاف از اختلافی مذهبی به اختلافی طبقاتی مبدل شد. در بهار ۱۸۴۵ درگیری گسترده‌ای بین مارونی‌ها و دروزی‌ها رخ داد که منجر به کشتار گستردهٔ دروزی‌ها شد؛ این درگیری‌ها با مداخلهٔ ترکان عثمانی تا پاییز آن سال مهار شد اما در بهار ۱۸۶۰ بار دیگر بین این دو قوم درگیری رخ داد و این بار منجر به کشتار گستردهٔ مارونی‌ها شد. به عقیدهٔ کارل مارکس فرانسوی‌ها در افروختن آتش این جنگ نقش داشتند و نهایتاً ناپلئون همین نابسامانی‌ها را دستاویز قرار داد تا در حمایت از مسیحیان به منطقهٔ سوریه لشگرکشی کند.
میخائیل مشاقه در میانسالی خود شاهد عینیِ این درگیری‌ها بود. او در دهه‌های پایانی عمرش بر برخی از تحولات اجتماعی منطقهٔ لبنان اثرگذار بود؛ این تحولات در نهایت به جدا شدن لبنان از سوریه و استقلال این کشور انجامید (ر.ک. § تأثیر بر جامعه لبنان و سوریه).

## زندگی‌نامه
| گاهشمار زندگی میخائیل مشاقه | گاهشمار زندگی میخائیل مشاقه                          |
| --------------------------- | ---------------------------------------------------- |
| ۱۸۰۰                        | ولادت در رشمیا                                       |
| ۱۸۱۷                        | سفر به دمیاط، آشنایی جدی با موسیقی                   |
| ۱۸۲۰                        | شروع به فراگیری موسیقی از محمد العطار                |
| دهه ۱۸۳۰                    | ورود به دربار بشیر دوم                               |
| ۱۸۳۱                        | سفر به مصر برای تکمیل تحصیلات پزشکی                  |
| ۱۸۴۶                        | بازگشت به دمشق                                       |
| ۱۸۴۸                        | تغییر مذهب از کاتولیک به پروتستان                    |
| ۱۸۵۹                        | کسب منصب در کنسولگری آمریکا                          |
| ۱۸۶۰                        | شاهد عینی جنگ دروزی‌ها و مارونی‌ها                     |
| ۱۸۷۰                        | ابتلا به بیماری فلجی، پایان مناصب در کنسولگری آمریکا |
| ۱۸۸۸                        | درگذشت در اثر بیماری فلجی                            |

### تبار و ولادت
میخائیل که از تبار یونانی بود، در ۲۰ مارس ۱۸۰۰ در رشمیا در سوریه عثمانی (واقع در لبنان امروزی) به دنیا آمد و در دیر القمر بزرگ شد. تبار او به یوسف بتراکی می‌رسید که یک مسیحی ارتدکس یونانی بود. یوسف که اهل جزیرهٔ کورفو بود، به طرابلس رفت تا به تجارت ابریشم بپردازد. در همین زمان نامِ خانوادگی خود را به «مُشاقه» تغییر داد که اصطلاحی در عربی برای پالایش تارهای ابریشم بود. تبار دقیق میخائیل مشاقه به صورت «میخائیل بن جرجس بن ابراهیم بن جرجس بن یوسف بتراکی» ذکر شده‌است.
پدرش، جرجیس مشاقه، به خاطر ستمگری احمد پاشا جزار والی صیدا، از آن مکان به دیر القمر مهاجرت کرد که مرکز حکومت شهابیون بود. در آنجا وی مورد توجه بشیر دوم، والی مسیحی شهابی، قرار گرفت و ابتدا به عنوان کاتب و بعداً به عنوان رئیس خزانه‌داری مشغول به کار شد. خانوادهٔ آن‌ها خانواده‌ای مسیحی از طبقه متوسط بود و میخائیل به گفتهٔ خودش از تحصیلات محروم بوده و هر آنچه فراگرفت خودآموخته بود. خانوادهٔ مشاقه از معدود خانواده‌هایی در دیر القمر بود که بستگانی خارج از این ناحیه و در مصر داشتند و از همین رو به تجارت می‌پرداختند. با اینکه در دیر القمر کسانی که باسواد باشند، حساب بدانند و کتاب نگهداری کنند کم بودند، مشاقه این موقعیت را داشت که از پدرش خواندن و حساب کردن فرابگیرد.

### کودکی و نوجوانی
آشنایی مشاقه با علوم، فلسفه و موسیقی در نوجوانی‌اش رخ داد. زمانی که ۱۴ ساله بود دایی‌اش بطرس که در دمیاط زندگی می‌کرد، در یک سفر به دیر القمر چند کتاب برای مشاقه برد که شامل آثاری از ژروم لالاند راجع به نجوم بودند و توسط سفیر وقت فرانسه در مصر به عربی ترجمه شده بودند (بطرس زمانی که در سال ۱۷۹۹ ناپلئون بناپارت به مصر لشکرکشی کرد، زبان فرانسوی آموخته بود و از همان طریق با علم نجوم و کتاب‌های مربوط به آن آشنا شده بود) مشاقه می‌گوید مطالعهٔ این کتاب‌ها باعث شد که «اسرار جهان هستی در برابرش گسترده شوند». در هفده سالگی، پدرش او را به دمیاط نزد عمویش فرستاد تا تجارت ابریشم را فرابگیرد. مشاقه می‌گوید که در آن زمان تفکراتش در مورد مسائل دینی به چالش کشیده شدند. در همین سال بود که او به فراگیری جدی موسیقی پرداخت و تلاش کرد در نواختن سازهای بادی و زهی چیره‌دست شود.
در دههٔ ۱۸۲۰ مشاقه مدتی به ابریشم‌بافی مشغول شد. در دههٔ ۱۸۳۰ مسیر پدرش را دنبال کرد و به دربار بشیر دوم راه یافت. وی هم به عنوان نمایندهٔ والی در جلسات شرکت می‌کرد و هم نقش محصل مالیات در منطقهٔ جبل لبنان را برعهده داشت. در سال ۱۸۳۳ با تأیید بشیر دوم، توسط امیر حاصبیا به عنوان نمایندهٔ آن امیر در دمشق برگزیده شد. به واسطهٔ کسب این مناصب، او هم مهارت‌های دیپلماتیک گسترده‌ای پیدا کرد و هم در ناحیهٔ دره حوله صاحب اراضی گسترده‌ای شد و وضعیت مالی او بهبود یافت.

### تغییر مذهب
مشاقه در جوانی به مطالعهٔ آثار کنت دو ولنی فیلسوف فرانسوی پرداخت که دیدگاهش در مورد مسیحیت را بیش از پیش به چالش کشید. او دربارهٔ مسیحیت کاتولیک و پروتستان بیشتر مطالعه کرد و در نهایت به مسیحیت پروتستان گروید. سال‌ها پیش از او، جد بزرگش نیز که یونانی‌تبار بود، از مسیحیت ارتدکس به کاتولیک تغییر فرقه داده بود تا بتواند با زنی کاتولیک ازدواج کند. میخائیل نیز تا سال ۱۸۴۸ که به فرقه پروستان بپیوندد، کاتولیکی ملکی بود. پیوستن او به فرقه پروتستان، بی‌سروصدا نبود؛ او در این دوران در نامه‌هایی، ماکسیموس مظلوم کشیش برجستهٔ کاتولیک ملکی را به چالش کشید که این کار وی مورد استقبال کلیسای پروتستان آمریکا قرار گرفت. هم‌دوره‌های مشاقه از او به عنوان تنها مبلغ مذهبی آمریکایی در دمشق یاد کرده‌اند.

### تحصیلات و مشاغل
مشاقه که با زبان یونانی آشنا بود، از روی کتاب‌های عربی و یونانی شروع به فراگیری علم پزشکی کرد. عاملی که او را به سمت طبابت سوق داد بیماری‌ای بود که وی را پنج ماه در خانهٔ پدرش در دیرالقمر زمین‌گیر کرد، لذا علاقه‌مند به فراگیری طبابت شد تا به درمان مردم بپردازد. او از پزشکانی که به لبنان می‌آمدند نیز تعلیم می‌گرفت. در سال ۱۸۳۱ به دمشق رفت و پس از آن‌که سپاه ابراهیم محمد علی پاشا از لبنان به مصر عقب‌نشینی کرد، وی نیز راهی مصر شد و در بیمارستان القصر العينی در قاهره تحصیلات پزشکی را به پایان رساند و مدرک دکترا گرفت. سپس در سال ۱۸۴۶ به دمشق بازگشت و به حرفهٔ پزشکی مشغول شد. مشاقه نهایتاً به مرتبهٔ رئیس پزشکان منطقه ارتقا یافت.
وی همچنین نوازندهٔ عود بود؛ او از سال ۱۸۲۰ که به دمشق رفت، موسیقی را از یکی از علمای مسلمان به نام «علامه محمد العطار» فراگرفت. بعدها مشاقه در زمینهٔ موسیقی و علوم دیگر نیز کتاب‌هایی نوشت.
زمانی که خدمت مشاقه در دربار بشیر دوم به پایان رسید و از آنجا که درآمد حرفهٔ پزشکی را ناکافی می‌یافت، تصمیم گرفت به عنوان مترجم نزد کنسولگری انگلستان در دمشق کار کند. مشاقه مدتی در سفارت انگلستان در دمشق صاحب منصب رسمی بود و پس از مدتی به عنوان معلم زبان عربی برای مبلغان مذهبی مسیحی، جانشین بطرس البستانی شد. از سال ۱۸۵۹ تا ۱۸۷۰ نیز نایب کنسول ایالات متحده در دمشق بود. از همین رو او و خانواده‌اش از مصونیت کنسولی برخوردار بودند. در سال ۱۸۶۰ مشاقه از جمله شاهدان عینی شورش‌های دمشق بود و این مصونیت در حفظ یادداشت‌های او از این دوران مؤثر بود.

### درگذشت
احمد بوبس می‌نویسد با وجود کهنسالی مشاقه، وی در عرصه‌های علمی که فراگرفته بود به آموزش و پژوهش می‌پرداخت و با وجود اینکه در سال ۱۸۷۰ به نوعی بیماری فلجی دچار شد اما به فعالیت‌هایش ادامه داد. او در نهایت در سال ۱۸۸۸ بر اثر شدت گرفتن بیماری‌اش درگذشت و در گورستان خانوادگی‌اش در باب شرقی دمشق دفن شد.

## فعالیت‌ها و تأثیرات

### تاریخ‌نگاری
از مشاقه با عنوان «اولین مورخ مدرن سوریه عثمانی» یاد شده‌است. خاطرات مشاقه از جنگ دروزی‌ها و مارونی‌ها در ۱۸۶۰ برای مورخان بسیار باارزش است چرا که تنها شرح این ماجراست که توسط یکی بازماندگان آن نوشته شده‌است. این جنگ، اوج درگیری‌های مسیحیان مارونی که از طبقهٔ فرودست بودند با طبقهٔ فرادست از فرقهٔ دروزی (از انشعابات اسماعیلیان) بود. این درگیری‌ها از حوالی بیروت شروع شد ولی در کمتر از یک ماه قتل‌عام و آتش‌افروزی به مناطق دیر القمر و صیدا نیز رسیده بود. در این جنگ دروزی‌ها بیش از ۲۰٬۰۰۰ مسیحی مارونی را کشتند و بالغ بر ۳۸۰ روستا و ۵۶۰ کلیسا را به آتش کشیدند. در این واقعه هم خود مشاقه و هم منزلش آسیب دیدند ولی او نهایتاً با پناه گرفتن در منزل همسایه‌های مسلمانش از آن جان سالم به در برد.
مهم‌ترین اثر تاریخ‌نگاری مشاقه الجواب علی اقتراح الاحباب است. مشاقه این کتاب را در سال ۱۸۷۳ نوشت. این کتاب هم یک خودزندگی‌نامه است و هم شرحی است بر تاریخ سوریه از میانهٔ سدهٔ هجدهم تا میانهٔ سدهٔ نوزدهم میلادی. بخش خودزندگی‌نامه را مشاقه در پاسخ به درخواست دوستانش که از او خواسته بودند پیشینهٔ خانوادگی‌اش را تشریح کند، نوشت. او در این کتاب محاصرهٔ عکا توسط ناپلئون بناپارت، اختلافات بین پاشاهای مناطق مختلف و به خصوص والی دمشق و صیدا، و اشغال سوریه توسط مصر طی جنگ‌های داخلی در منطقه جبل لبنان (در سال ۱۸۴۰) را شرح داده و از جنگ دروزی‌ها و مارونی‌ها در ۱۸۶۰ نیز به تفصیل نوشته‌است. این کتاب در سال ۱۹۸۸ توسط ویلر ام. تکستون جونیور به انگلیسی ترجمه و با عنوان «قتل، ضرب و جرح، غارت و چپاول: تاریخ لبنان در سده‌های هجدهم و نوزدهم» منتشر شد. پیش از این بخش‌هایی از کتاب توسط دو مترجم دیگر به انگلیسی برگردانده شده بود، اما ترجمهٔ تکستون که اولین ترجمهٔ کامل آن بود، مورد ستایش منتقدان قرار گرفت.
این کتاب، شروعی بر تاریخ‌نگاری لبنان دانسته می‌شود، و سبک تاریخ‌نگاری در لبنان عاملی مهم در تقویت اجتماعی لبنان برشمرده شده‌است. این کتاب از نظر گستردگی تاریخی و جغرافیاییِ مطالبی که پوشش داده با تاریخ‌نگاری‌های پیش از آن در سوریهْ مقایسه و تمجید شده‌است، اما به جهت وزن زیادی که به اهمیت بشیر دوم در تحولات سیاسی منطقه داده مورد نقد قرار گرفته‌است.
کتاب دیگری به نام تاريخ حوادث جرت بالشام وسواحل بر الشام والجبل که در سال ۱۸۴۳ توسط شخصی به نام «میخائیل دمشقی» نوشته شده‌است نیز به مشاقه نسبت داده می‌شود (یعنی آن نام، اسم مستعار مشاقه دانسته می‌شود). این کتاب از نظر ساختار و محتوا با کتاب الجواب شباهت زیادی دارد و حتی دست‌خط نویسندهٔ هر دو و شرحی که از زندگی خود داده‌اند نیز با هم شباهت دارد. نسخه‌ای از این کتاب در کتابخانه بریتانیا نگهداری می‌شود.

### تأثیر بر موسیقی عربی
به گفتهٔ حبیب حسن توما، مشاقه اولین نظریه‌پردازی در موسیقی عربی بود که پیشنهاد تقسیم اکتاو به بیست‌وچهار فاصله مساوی (براساس اعتدال مساوی) را داد و به این ترتیب مفهوم ربع پرده را وارد موسیقی عربی کرد. مهدی برکشلی نیز از پاریزو چنین نقل می‌کند که مشاقه (که برکشلی از او با نام «میخائیل مشاق» نام برده‌است) بنیان‌گذار گام ۲۴ پرده‌ای بوده‌است (در متن اصلی، پاریزو از او با نام مشاقه یادکرده و مطبوع‌سازی گام موسیقی عربی با استفاده از ۲۴ ربع پرده را به وی نسبت داده‌است.) البته مشاقه در کتاب خودش الرسالة الشهابية في الصناعة الموسيقية اشاره می‌کند که استادش محمد العطار این تقسیم‌بندی را به کار می‌گرفته، اما خود العطار مطلبی در این‌باره منتشر نکرده بود. بااین‌حال خطا در تفسیر و ترجمهٔ آثار مشاقه باعث شده که منابع مختلف در زبان‌های مختلف او (و نه استادش) را بنیان‌گذار گام ۲۴ پرده‌ای در موسیقی عربی بدانند. متن رسالهٔ شهابیه از مشاقه نیز اساساً شرحی است بر اختلاف بین استاد خودش (العطار) با دیگر موسیقی‌دانان آن زمان، چرا که العطار به تقسیم هر اکتاو به ۲۴ پرده مساوی معتقد بوده اما دیگران اشکالاتی بر این روش وارد می‌کردند. نوشته‌های ژان-بنژمن دلا برد نشان می‌دهد که گام ۲۴ پرده‌ای پیش از این دست کم در قرن هجدهم به کار می‌رفته و هنری جرج فارمر شواهدی از به کار رفتن آن در قرن دوازدهم میلادی نیز ارائه کرده‌است. با این حال، مشاقه در رساله شهابیه نشان می‌دهد که روشی که العطار برای تقسیم اکتاو به ۲۴ پردهٔ مساوی به کار می‌برده اشتباه بوده و روش درست را نیز در آنجا معرفی می‌کند؛ از این رو به عقیده شیرین مألوف می‌بایست مشاقه را بنیان‌گذار شیوهٔ صحیح تقسیم اکتاو به ۲۴ پرده در موسیقی عربی دانست.
نکتهٔ مهمی که از رساله شهابیه برمی‌آید آن است که مشاقه خود معتقد بود که تقسیم اکتاو به ۲۴ پرده مساوی، با موسیقی عربی سازگار نیست. در همان رساله، او از گامی با نام «گام یونانی مدرن» نام می‌برد (که احتمالاً گام رایج در موسیقی بیزانس بوده‌است) که در آن اکتاو به ۶۸ قسمت تقسیم می‌شده و با شروع از نتِ سل، موقعیت نت‌های سل، لا، دو، ر و فا با گامی که از تقسیم اکتاو به ۲۴ پردهٔ مساوی حاصل می‌شود یکسان بوده، اما موقعیت دو نت باقی مانده (که یکی اندکی بم‌تر از نتِ سی است و دیگری اندکی بم‌تر از نتِ می) بین این دو روش اندکی متفاوت بوده‌است. وی سپس توضیح می‌دهد که از دو ساز تنبور که در اختیار داشته، یکی را به روش یونانی جدید و دیگری را به روش ۲۴ ربع پردهٔ مساوی کوک می‌کند و قطعات رایج موسیقی عربی را بر هر دو می‌نوازد؛ او نتیجه می‌گیرد تقسیم اکتاو به ۲۴ پردهٔ مساوی صدای ناآشنایی دارد و صدای قطعات با کوک ۶۸ قسمتی، به گوش آشناتر است. به بیان دیگر، اگرچه مشاقه بنیان‌گذار تغییر کوک موسیقی عربی به روش ۲۴ ربع پردهٔ مساوی است، اما خودش این روش را با موسیقیِ عربیِ زمان خودش ناسازگار می‌دانسته‌است.

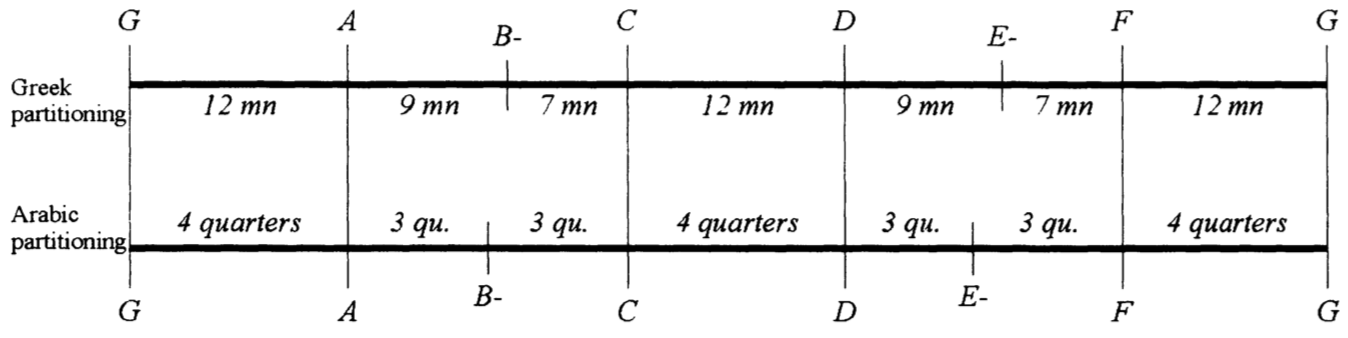
مقایسهٔ «کوک یونانی مدرن» و «کوک عربی با ۲۴ ربع پردهٔ مساوی» توسط میخائیل مشاقه، به نقل از شیرین مألوف. در این نمودار G، A، C، D، و F به ترتیب نت‌های سل، لا، دو، ر و فا را نشان می‌دهند، B- به نتی که بم‌تر از نت سی است (مشابه سی کرن در موسیقی ایرانی و سی نیم‌بمل در موسیقی عربی معاصر) و E- به نتی که بم‌تر از می است (مشابه می کرن در موسیقی ایرانی و می نیم‌بمل در موسیقی عربی معاصر) اشاره می‌کند. نت‌ها از چپ به راست زیرتر می‌شوند. فواصل در کوک عربی با استفاده از ربع پرده (quarter یا qu.) اندازه گرفته شده‌اند (هر پرده چهار ربع پرده است). فواصل در کوک یونانی بر حسب دقیقه (minute یا mn) اندازه‌گیری شده‌اند و هر اکتاو به ۶۸ دقیقهٔ مساوی تقسیم می‌شود (هر پرده ۱۲ دقیقه است).

### تأثیر بر جامعه لبنان و سوریه
سوریه در سال ۱۷۹۹ میلادی با فتح مصر توسط ناپلئون بناپارت به اشغال فرانسه درآمد. بیروت (پایتخت لبنان امروزی) نیز در این زمان جزو سوریه عثمانی بود. پس از این رویداد، تحولات اجتماعی قابل توجهی در سوریه و لبنان رخ داد. در سال ۱۸۴۷، «جامعه سوری برای مطالعه علوم و هنر» در بیروت تشکیل شد که ده سال بعد جای خود را به «جامعه علمی سوریه» داد. از میخائیل مشاقه، در کنار افرادی همچون بطرس البستانی و ناصیف الیازجی به عنوان اعضای شاخص این جوامع علمی نام برده می‌شود که تحولات ساختار اجتماعی سوریه را منکعس می‌کردند. هر دوی این جوامع علمی از حامیان دیدگاه استقلال لبنان (از سوریه) به عنوان یک کشور مستقل بودند.

## آثار
مشاقه ۱۴ کتاب نوشت که هفت‌تایشان به چاپ رسیدند. از این میان کتاب‌های زیر باقی مانده‌است (وی کتاب‌های دیگری نیز نوشته که از دست رفته‌اند):
- الجواب علی اقتراح الاحباب دربارهٔ سرگذشت خاندان مشاقه و همچنین تاریخ لبنان و دمشق از ۱۷۵۰ تا ۱۸۷۳
- مشهد العيان بحوادث سورية و لبنان (از نگاه شاهد عینیِ حوادث سوریه و لبنان) دربارهٔ وضعیت اجتماعی این دو کشور
- التحفة المشاقية في علم الحساب در ریاضیات
- المعين على حساب الأيام والأشهر والسنين در مورد گیتاشناسی
- في آثار دمشق
- رسالة في السعد والنحس
- رسالة في مساحة المنحرفات
- رسالة في النسب الهندسية در مورد مسائل جبر
- الرسالة الشهابية في الصناعة الموسيقية که در آن تقسیم پرده‌ها به چهار ربع پردهٔ مساوی را مطرح کرد
- التحفة المشاقیة
- كشف النقاب عن وجه المسيح الكذاب (نگهداری شده در کتابخانه بریتانیا)
- الدلیل إلی طاعات الانجیل (نگهداری شده در کتابخانه بریتانیا)
- البراهين الإنجيلية ضد الأباطيل الباباوية (نگهداری شده در کتابخانه بریتانیا)
- أجوبة الإنجيليين علي أباطيل التقليديين (نگهداری شده در کتابخانه بریتانیا)

## منبع‌شناسی
بیشتر اطلاعاتی که از زندگی مشاقه در دست است، از خودزندگی‌نامه‌اش (کتاب الجواب) می‌آید. در بین دانشنامه‌های عربی، الأعلام تنها اشارهٔ مختصری به زندگی‌نامهٔ وی کرده اما دانشنامهٔ برخط الموسوعه العربیه در مطلبی مفصل‌تر، زندگی‌نامه وی را شرح داده‌است و به تاریخ تولد و مرگ وی و نام برخی از کتاب‌هایش اشاره کرده‌است. همچنین اردوغان کسکینکیلیچ در کتابی با نام «خانواده مشاقه» به زندگی مذهبی وی اشاره کرده و تبار او و بخشی از زندگی فرزندانش را نیز شرح داده‌است.
آثار متعددی به کتاب‌های مشاقه (به خصوص کتاب الجواب) برای شرح رویدادهای تاریخی منطقهٔ لبنان و سوریه استناد کرده‌اند، اما دو نفر به‌طور خاص به اهمیت این کتاب‌ها و نقشی که مشاقه در تحول تاریخ‌نگاری این منطقه داشته اشاره کرده‌اند؛ یکی ماریوس دیب از پژوهشگران نهاد هوور که در نقدی که بر ترجمهٔ انگلیسی کتاب الجواب نوشته اهمیت این کتاب را ستایش کرده‌است، و دیگری فروما زکس از اساتید دانشگاه حیفا که از مشاقه به عنوان اولین مورخ مدرن سوریهٔ عثمانی یاد کرده‌است.